# Эбелинг, Герхард
Герхард Эбелинг (6 июля 1912 — 30 сентября 2001) — немецкий лютеранский теолог. Критические взгляды по отношению к нацизму не помешали Эбелингу стать в годы правления нацистов доктором теологии и пастором в Хермсдорфе. Богословские взгляды сформировались под влиянием Рудольфа Бультмана.
После войны работал профессором в Тюбингенском университете, где читал курсы по церковной истории, систематическому и догматическому богословию. Развивал идеи библейской герменевтики, а в 1962 году основал в Цюрихе Институт герменевтики. Автор ряда работ.
Лауреат премии Зигмунда Фрейда за научную прозу 1987 года.